# Gayton le Marsh
Gayton le Marsh – wieś i civil parish w Anglii, w Lincolnshire, w dystrykcie East Lindsey. W 2011 civil parish liczyła 155 mieszkańców.